# Campeonato Mundial de Halterofilismo de 2015 - Até 77 kg masculino
A categoria até 77 kg masculino foi um evento do Campeonato Mundial de Halterofilismo de 2015, disputado no Centro de Convenções George R. Brown, em Houston, nos Estados Unidos, entre 23 e 24 de novembro de 2015. 

## Calendário
Horário local (UTC-6) 
| Dia            | Horário | Fase    |
| -------------- | ------- | ------- |
| 23 de novembro | 08:30   | Grupo D |
| 23 de novembro | 19:25   | Grupo C |
| 23 de novembro | 21:30   | Grupo B |
| 24 de novembro | 17:25   | Grupo A |

## Medalhistas
| Evento    | Ouro                | Ouro   | Prata                     | Prata  | Bronze                    | Bronze |
| --------- | ------------------- | ------ | ------------------------- | ------ | ------------------------- | ------ |
| Arranque  | Lü Xiaojun (CHN)    | 175 kg | Andranik Karapetyan (ARM) | 167 kg | Nijat Rahimov (KAZ)       | 165 kg |
| Arremesso | Nijat Rahimov (KAZ) | 207 kg | Mohamed Ehab (EGY)        | 201 kg | Andranik Karapetyan (ARM) | 196 kg |
| Total     | Nijat Rahimov (KAZ) | 372 kg | Mohamed Ehab (EGY)        | 363 kg | Andranik Karapetyan (ARM) | 363 kg |

## Recordes
Antes desta competição, o recorde mundial da prova era o seguinte:
| Recorde         | Tipo      | Atleta                   | Peso   | Local     | Data                  |
| Recorde Mundial | Arranque  | Lü Xiaojun (CHN)         | 176 kg | Breslávia | 24 de outubro de 2013 |
| Recorde Mundial | Arremesso | Oleg Perepetchenov (RUS) | 210 kg | Trenčín   | 27 de abril de 2001   |
| Recorde Mundial | Total     | Lü Xiaojun (CHN)         | 380 kg | Breslávia | 24 de outubro de 2013 |

## Resultado
Os resultados foram os seguintes. 
| Pos.              | Atleta                              | Grupo | Peso  | Arranque (kg) | Arranque (kg) | Arranque (kg) | Arranque (kg)     | Arremesso (kg) | Arremesso (kg) | Arremesso (kg) | Arremesso (kg)    | Total |
| Pos.              | Atleta                              | Grupo | Peso  | 1             | 2             | 3             | Resultado         | 1              | 2              | 3              | Resultado         | Total |
| ----------------- | ----------------------------------- | ----- | ----- | ------------- | ------------- | ------------- | ----------------- | -------------- | -------------- | -------------- | ----------------- | ----- |
| Medalha de ouro   | Nijat Rahimov (KAZ)                 | A     | 75.88 | 155           | 160           | 165           | Medalha de bronze | 195            | 207            | 211            | Medalha de ouro   | 372   |
| Medalha de prata  | Mohamed Ehab (EGY)                  | A     | 76.37 | 157           | 162           | 166           | 6                 | 193            | 197            | 201            | Medalha de prata  | 363   |
| Medalha de bronze | Andranik Karapetyan (ARM)           | A     | 76.94 | 164           | 167           | 167           | Medalha de prata  | 191            | 191            | 196            | Medalha de bronze | 363   |
| 4                 | Viktor Getts (RUS)                  | A     | 76.77 | 155           | 160           | 163           | 5                 | 190            | 195            | 202            | 4                 | 358   |
| 5                 | Su Ying (CHN)                       | A     | 76.56 | 160           | 163           | 165           | 4                 | 190            | 190            | 190            | 6                 | 355   |
| 6                 | Pornchai Lobsi (THA)                | B     | 76.58 | 150           | 155           | 158           | 7                 | 185            | 185            | 190            | 7                 | 348   |
| 7                 | Aidar Kazov (KAZ)                   | B     | 76.58 | 147           | 152           | 152           | 16                | 190            | 194            | 197            | 5                 | 346   |
| 8                 | Chatuphum Chinnawong (THA)          | A     | 76.85 | 155           | 155           | 160           | 12                | 190            | 195            | 195            | 8                 | 345   |
| 9                 | Alexandru Șpac (MDA)                | B     | 76.81 | 150           | 155           | 158           | 11                | 184            | 189            | 193            | 10                | 344   |
| 10                | Erkand Qerimaj (ALB)                | B     | 76.47 | 151           | 154           | 156           | 13                | 186            | 188            | 193            | 12                | 342   |
| 11                | Max Lang (GER)                      | B     | 76.77 | 147           | 150           | 150           | 20                | 180            | 186            | 189            | 9                 | 339   |
| 12                | Junior Sánchez (VEN)                | B     | 75.42 | 151           | 155           | 155           | 18                | 178            | 183            | 186            | 13                | 337   |
| 13                | Krzysztof Szramiak (POL)            | A     | 76.36 | 153           | 156           | 157           | 14                | 184            | 184            | 188            | 17                | 337   |
| 14                | Dumitru Captari (ROU)               | B     | 76.94 | 148           | 148           | 153           | 25                | 184            | 189            | 189            | 11                | 337   |
| 15                | Kim Woo-jae (KOR)                   | C     | 76.52 | 147           | 151           | 155           | 10                | 181            | 186            | 187            | 24                | 336   |
| 16                | Ivan Klim (BLR)                     | A     | 76.69 | 153           | 158           | 158           | 15                | 183            | 187            | 187            | 19                | 336   |
| 17                | Yony Andica (COL)                   | C     | 76.08 | 142           | 146           | 150           | 19                | 180            | 185            | 188            | 14                | 335   |
| 18                | Alexandru Roșu (ROU)                | B     | 76.89 | 145           | 149           | 151           | 23                | 184            | 188            | 188            | 18                | 333   |
| 19                | Nico Müller (GER)                   | C     | 76.80 | 142           | 146           | 149           | 22                | 178            | 183            | 187            | 21                | 332   |
| 20                | Addriel La O (CUB)                  | C     | 74.85 | 146           | 151           | 155           | 17                | 180            | 185            | 185            | 25                | 331   |
| 21                | Giorgi Lomtadze (GEO)               | C     | 76.97 | 144           | 147           | 149           | 24                | 173            | 178            | 182            | 23                | 331   |
| 22                | Andrés Mata (ESP)                   | C     | 76.56 | 140           | 145           | 150           | 29                | 185            | 190            | 190            | 15                | 330   |
| 23                | Travis Cooper (USA)                 | C     | 76.70 | 143           | 146           | 146           | 28                | 178            | 183            | 187            | 20                | 329   |
| 24                | Rami Bahloul (TUN)                  | C     | 76.85 | 146           | 150           | 153           | 21                | 178            | 182            | 182            | 27                | 328   |
| 25                | Leo Hernández (USA)                 | C     | 77.00 | 142           | 147           | 150           | 26                | 175            | 180            | 183            | 26                | 327   |
| 26                | Afgan Bayramov (AZE)                | C     | 76.09 | 137           | 137           | 140           | 32                | 180            | 180            | 184            | 16                | 324   |
| 27                | Andrés Caicedo (COL)                | C     | 76.16 | 142           | 147           | 147           | 30                | 178            | 182            | 186            | 22                | 324   |
| 28                | Triyatno (INA)                      | D     | 72.72 | 136           | 142           | 146           | 27                | 175            | 180            | 180            | 29                | 321   |
| 29                | Jack Oliver (GBR)                   | D     | 76.64 | 136           | 140           | 140           | 33                | 170            | 176            | 176            | 28                | 316   |
| 30                | Nguyễn Hồng Ngọc (VIE)              | D     | 76.32 | 130           | 135           | 138           | 35                | 165            | 172            | 177            | 31                | 310   |
| 31                | Bastián López (CHI)                 | D     | 76.64 | 132           | 135           | 135           | 39                | 170            | 173            | 175            | 30                | 310   |
| 32                | Alejandro González (ESP)            | D     | 76.13 | 135           | 140           | 140           | 38                | 165            | 165            | 171            | 32                | 306   |
| 33                | Guwanç Atabaýew (TKM)               | D     | 74.79 | 131           | 136           | 136           | 36                | 160            | 167            | 171            | 33                | 303   |
| 34                | Kojum Taba (IND)                    | D     | 76.02 | 130           | 135           | 139           | 37                | 160            | 166            | 171            | 34                | 301   |
| 35                | Tim Kring (DEN)                     | D     | 74.52 | 129           | 133           | 133           | 41                | 155            | 159            | 163            | 35                | 292   |
| 36                | Chinthana Vidanage (SRI)            | D     | 73.18 | 125           | 130           | 133           | 40                | 160            | 164            | 164            | 36                | 290   |
| 37                | Ochirkhuyagiin Chuluuntsetseg (MGL) | D     | 75.85 | 115           | 120           | 120           | 42                | 147            | 153            | 155            | 37                | 273   |
| 38                | Mönkhdelgeriin Gantulga (MGL)       | D     | 77.00 | 115           | 120           | 120           | 43                | 147            | 147            | 151            | 39                | 262   |
| —                 | Lü Xiaojun (CHN)                    | A     | 76.66 | 170           | 175           | 177           | Medalha de ouro   | 201            | 201            | 201            | —                 | —     |
| —                 | Choe Jon-wi (PRK)                   | B     | 76.64 | 153           | 158           | 161           | 8                 | 185            | 185            | 185            | —                 | —     |
| —                 | Rasoul Taghian (IRI)                | A     | 76.76 | 153           | 158           | 162           | 9                 | 193            | 193            | 194            | —                 | —     |
| —                 | Sathish Sivalingam (IND)            | C     | 76.93 | 142           | —             | —             | 31                | —              | —              | —              | —                 | —     |
| —                 | Semih Yağcı (TUR)                   | D     | 76.96 | 140           | 144           | 144           | 34                | 175            | 175            | 176            | —                 | —     |
| —                 | Cathal Byrd (IRL)                   | D     | 76.70 | 116           | 116           | 116           | —                 | 146            | 148            | 150            | 38                | —     |
| —                 | Tigran Martirosyan (ARM)            | A     | 76.70 | 163           | 163           | 163           | —                 | —              | —              | —              | —                 | —     |
| —                 | Rejepbaý Rejepow (TKM)              | A     | 76.90 | 154           | 154           | 155           | —                 | —              | —              | —              | —                 | —     |
| —                 | Ramzi Bahloul (TUN)                 | B     | 76.68 | 148           | 148           | 148           | —                 | —              | —              | —              | —                 | —     |
| —                 | Bozhidar Andreev (BUL)              | D     | 76.60 | —             | —             | —             | —                 | —              | —              | —              | —                 | —     |
| DSQ               | Kim Kwang-song (PRK)                | A     | 76.76 | 162           | 166           | 171           | —                 | 193            | 201            | 201            | —                 | —     |
| DSQ               | Elkhan Aligulizada (AZE)            | B     | 76.51 | 150           | 150           | 154           | —                 | 190            | 197            | 203            | —                 | —     |
| DSQ               | Artiom Pipa (MDA)                   | B     | 75.80 | 150           | 155           | 158           | —                 | 185            | 185            | 189            | —                 | —     |